# Улица Коммунаров (Сестрорецк)
Улица Коммуна́ров — улица в городе Сестрорецке Курортного района Санкт-Петербурга. Проходит от Дубковского шоссе до Ермоловского проспекта.

## История
Первоначальное название — Больша́я Каноне́рская улица. Оно появилось в начале XX века и происходит от местности Канонерка, в которой улица проходит, а также от соседней Малой Канонерской улицы, наименование которой появилось в последней четверти XIX века.
В 1920-х годах Большую Канонерскую переименовали в улицу Коммунаров — для выражения революционного духа времени.

## Застройка

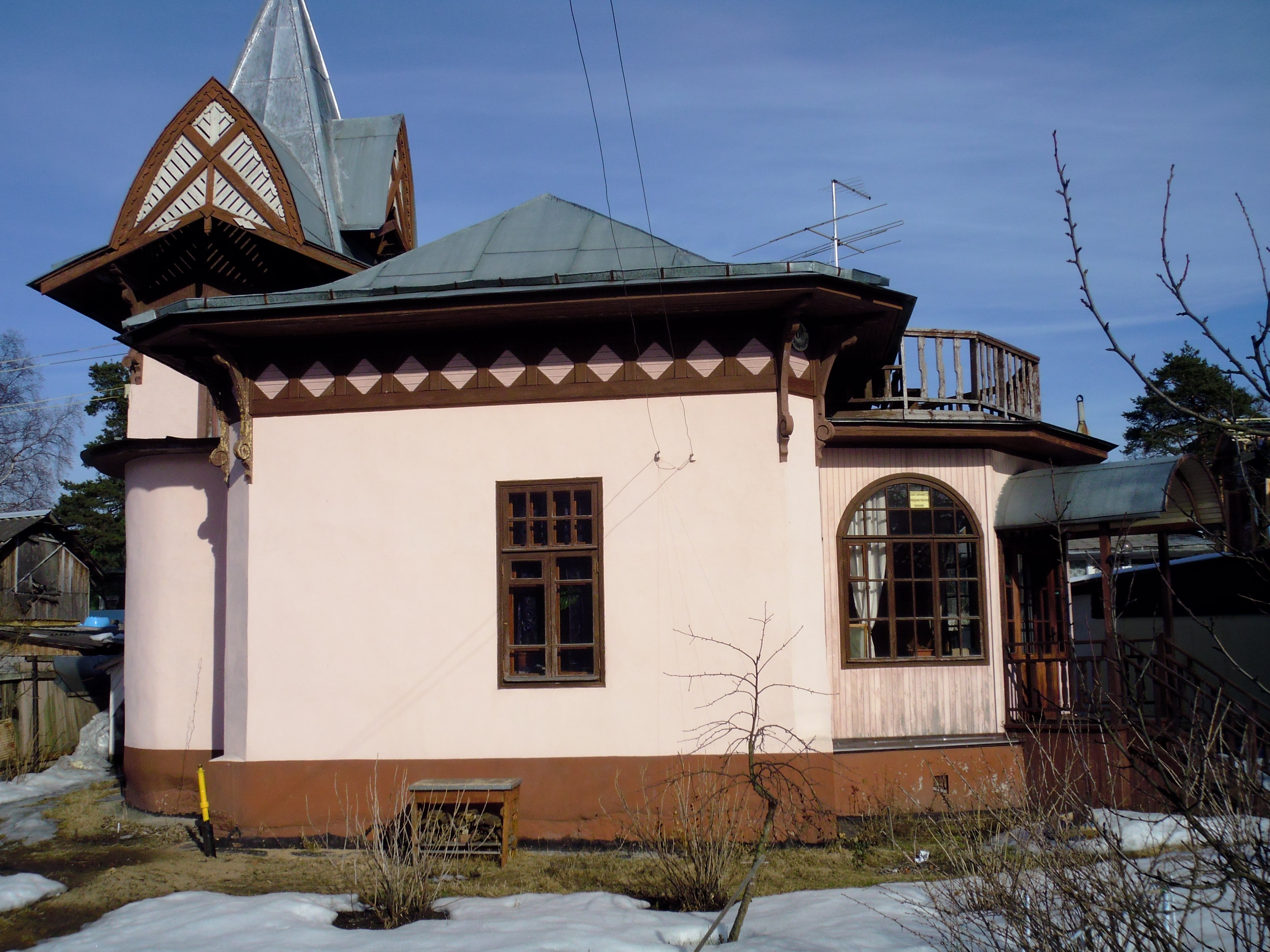
Дом (дача) архитектора К. В. Бальди на улице Коммунаров (д. 66)

- дом 62 — жилой дом (1917[2])
- дом 64 — жилой дом (1917[2])
- дом 70 — жилой дом (1917[2])

## Перекрёстки
- Дубковское шоссе
- Черничная улица
- безымянный проезд к Зоологической и Лиственной улицам / безымянный проезд к проезду на Бочагу
- Малая Канонерская улица
- Морская улица
- Ермоловский проспект